# Federico De Franchi (1560–1630)
Federico De Franchi (ur. 1560 w Genui, zm. 23 stycznia 1630 tamże) – doża Genui od 25 czerwca 1623 zrezygnował z urzędu 16 czerwca 1625. Syn Gerolamo De Franchi Toso, doży Genui w latach 1581–1583.